# Michel Raoul de La Guibourgère
Pour les articles homonymes, voir Guibourgère.
Michel Raoul de La Guibourgère (né vers 1570 à Angers, mort le 14 septembre 1630 à Saintes) est un ecclésiastique qui fut évêque de Saintes de 1617 à 1630.

## Biographie
Michel Raoul est issu d'une famille dont le premier ascendant connu était notaire dans le diocèse de Nantes vers 1426. La famille s'établit ensuite en Anjou mais plus tard elle occupe des offices au Parlement de Bretagne. C'est ainsi que son frère Guillaume, le père de son successeur l'évêque Jacques, est procureur-syndic des États de Bretagne à Nantes en 1598. Michel Raoul est le fils de Jean Raoul, seigneur de La Guibourgière, et de Marguerite Plainchesne. On ne dispose pas d'information sur sa formation mais il détient une licence In utroque jure. 
Doyen de la cathédrale Saint-Pierre de Saintes en 1598, il est député à l'Assemblée du clergé de 1605 où il est désigné par la province ecclésiastique de Bordeaux comme agent général du clergé de France (1606-1608) après la démission d'Isaac de Lartigues, abbé de la Roë. Il est aussi député aux États généraux de 1614.
Il est probablement ordonné prêtre depuis longtemps lors de sa nomination comme évêque de Saintes en 1617. Il est consacré par le cardinal Guido Bentivoglio dans l'église des Dominicains. Pendant son épiscopat il s'attire par son népotisme, l'animosité de son chapitre de chanoines qui tente d'intervenir dans le choix de son successeur. Il réussit néanmoins à assurer sa succession dans le diocèse de Saintes à son neveu Jacques Raoul de La Guibourgère en résignant son siège épiscopal en sa faveur le 4 juillet 1630 avant de mourir le 14 septembre de la même année. Il est inhumé dans l'église des dominicains.